# Кажэ Обойма
Евге́ний Ива́нович Кары́мов (род. 11 июля 1983, Ленск), более известный под псевдонимом Ка́жэ Обо́йма — российский рэпер, бывший участник объединения Def Joint. В начале 2014 года сократил свой псевдоним до Кажэ.
Один из десяти наиболее перспективных рэперов страны по версии Rap.ru (2006 год).

## Биография
Родился в Якутии в городе Ленск. В Санкт-Петербург приехал в 2001 году для поступления в университет, поступил в СПБГУСЭ на факультет журналистики. В 2006 окончил вуз, получив диплом.

### Музыкальная карьера
Будучи студентом, увлёкся рэпом и хип-хопом. В октябре 2006 года выпустил дебютный альбом «Inferno. Выпуск 1». Продюсером музыкальной составляющей альбома стал Смоки Мо.
Через год вышел сборник ремиксов на песни с дебютного альбома — «Трансформер». Помимо ремиксов были добавлены и новые песни: «Разоблачение» (уч. Крип-а-Крип), «Состояние нормально», «Природы зов». Последние две песни вошли в сборники «Опасный Джойнт» и BombBox Vol. 2 соответственно.
В 2008 году присоедился к Def Joint, в которой состояли такие исполнители как L-Brus, Big D, Beat-Maker-Beat aka BMBeats, D.masta, Витёк, Fike, «Baby Lone Soul» (Lil’ Kong & Kathy Soul), Jambazi, Rena и уже знакомые Кажэ Смоки Мо и Крип-а-Крип, принявшие участие на «Inferno. Выпуск 1» и на «Трансформере». Объединение в 2007-м уже выпустило первый сборник BombBox Vol. 1. С присоединением Обоймы были выпущены ещё несколько сборников: BombBox Vol. 2 и «Опасный Джойнт».
Весной 2009 года принял участие в программе «Битва за респект 2». Противниками Кажэ Обоймы выступали IQ, Geegun и Лион.
В 2009 году вышел сборник D.Vision, в который входит песня Евгения «Внутри себя». Через некоторое время после выхода этого сборника, Крип-а-Крип, Смоки Мо, Кажэ Обойма, Витёк и Fike покинули Def Joint.
Это решение связано, по словам Витька, с тем, что Def Joint стал ассоциироваться с определенным набором тем и понятий американского рэпа, а «хочется делать русский рэп».
29 сентября 2009 года Кажэ Обойма выпустил второй студийный альбом The Most Dangerous LP, записанный на лейбле звукозаписи Black Mic Records.
12 июня 2010 года участвовал в первом фестивале «Битва столиц», в качестве судьи направления «фристайл».
23 апреля 2012 года выпускает третий альбом под названием «Катарсис».
1 декабря 2013 года вышел мини-альбом «Прохлада».
29 мая 2014 года Кажэ совместно с Bess, Big D и Fike выпустили новый трек и клип под единым именем «Come’n’Done» и заявили о том, что в таком коллективе записывают альбом, который выйдет летом 2014 года.
1 января 2015 года вышел альбом группы «Come’N’Done» под названием «Коменданский час».
24 января 2019 года у Кажэ вышел EP «Белый киллер», в записи которого приняли участие Nagval, Fuze и HASH TAG.

## Личная жизнь
20 февраля 2015 года родился сын Данила.

## Дискография

### Студийные альбомы
- 2006 — «Inferno. Выпуск 1»
- 2009 — «The Most Dangerous LP»
- 2012 — «Катарсис»
- 2016 — «Прощай Оружие»
- 2018 — «Аврора»
- 2023 — «Gold School» (Кажэ Обойма и Крип-а-Крип)

### Микстейпы
- 2015 — «Лайфхак»

### Мини-альбомы
- 2013 — «Прохлада»
- 2017 — «Выпуск 2: Г.Р.У.Б.О.Р.»

### Сборники
- 2007 — «Трансформер» (сборник ремиксов)
- 2018 — «1983» (best)

### Синглы
- 2010 — «Бермудский Треугольник»
- 2013 — «Прощай»

### Трибьюты
- 2010 — «Закрой за мной дверь, я ухожу» (альбом «КИНОпробы. Рэп-трибьют» памяти Виктора Цоя[10])

### В составе Def Joint

#### Сборники
- 2008 — BombBox Vol. 2
- 2008 — «Опасный Джойнт»
- 2009 — D.Vision (Свободное скачивание, Rap.Ru[11])

### В составе Come’n’Done
- 2015 — «Коменданский час»

### Участие
- 2007 — «Месиво» (альбом рэпера Mal da Udal): Песня «14. Юла».
- 2008 — White Star (альбом рэпера D.masta): Песня «12. Тебе не надо проблем».
- 2009 — Fresh Boys Tape (альбом рэпера Fresh Boy): Песня «02. Город рок».
- 2009 — «В тишине времени» (альбом рэпера Sly): Песня «05. Созданы Звёздами».
- 2009 — «Уличное поло» (альбом рэпера Вне толпы): Песня «14. Кто есть кто».
- 2009 — «Эмси классик» (альбом рэпера Муза Скат): Песня «08. Сливаем вон».
- 2009 — «Грани аспекта» (альбом рэпера Хаак): Песня «01. Новость».
- 2009 — Star Track (микстейп рэпера D.masta): Песня «11. 99 проблем».
- 2009 — «Питер порвёт, Москва порешает» (микстейп рэпера Крип-а-Крип): Песня «03. Ты знаешь, о чём я».
- 2010 — «Мачете» (альбом рэпера Шама): Песня «18. Числа из комы».
- 2010 — «Завтрак для улиц» (мини-альбом рэпера D.masta): Песня «02. Mosvegas — Saint P».
- 2010 — «Выход из темноты» (альбом рэпера Смоки Мо): Песня «11. Звёздный потолок».
- 2011 — Style Protectaz (совместный альбом дуэта Fike и Jambazi): Песня «12. Saint P. Outsiders».
- 2011 — «Добро пожаловать во Владивосток» (микстейп рэпера Bess): Песня «09. M.O.B».
- 2012 — «Смотри по сторонам» (альбом рэпера Хаак): Песня «02. Слепая Пуля».
- 2012 — «Организованная спортивность» (мини-альбом рэпера Рэккет): Песня «09. Кляп».
- 2013 — «Вкратце» (альбом рэпера L (IZReal)): Песня «15. Мир».
- 2013 — «Искажение» (совместный альбом группы 4Block и D-Kay Drummasta): Песня «03. Искажение».
- 2014 — «Доза 1» (сборник рэпера Тато): Песня «07. Проба».
- 2014 — «Граната» (совместный альбом Рем Дигги и Эф Ди Вадима): Песня «13. Улицы молчат».
- В 2015 году Каже Обойма принимает участие в самом большом треке в Русском Рэпе[12] . Трек в поддержку Роме Жигану «Свободные Люди» первый в истории Long Mix с таким количеством исполнителей:

L.V. (South Central Cartel), Паук, сЛОн, Dino Mc47, Azar Strato, Darom Dabro, Нигатив (Триада), Седой, Toni Tonite, M.ASON , Витёк, Батишта, Lojaz, Рэккет, Шефф, Скимми, Фьюз (Krec), Kicha, OMi1, ВесЪ («Каспийский груз»), Кальян (Black Market), Machet (Black Market), Шама 42, Крипл, Риару, Дино (Триада), Аэр-Т, D.Masta, Ю-ра, Drago, K.R.A., Alex-ike, Trebal, Панама, Кадет, Брутто («Каспийский груз») и Рома Жиган.
2016 — «Черника и циклоп» (альбом Рем Дигги): Песня № 12 «Бывшая» feat. Кажэ Обойма — Рем Дигга, Кажэ Обойма

## Видео
- 2008 — «Внутри себя»
- 2009 — «Необузданный успех»[13]
- 2009 — «M.O.B.» (уч. Bess)
- 2010 — «Новость» (уч. Нигатив, Хаак)[14]
- 2010 — «Бермудский треугольник»
- 2011 — «Лёд тронулся»[15]
- 2011 — «Приказ 227» (уч. Рэккет)[16]
- 2011 — «Ва-банк» (уч. Жара)[17]
- 2012 — «Слепая пуля» (уч. Рубака)
- 2012 — «Интро 2012»[18]
- 2012 — «28-я осень»[19]
- 2012 — «Ангел» (уч. Баста)[20]
- 2013 — «Играем за Питер» (уч. Смоки Мо, Fike, D.masta, Big D, Fresh Boсмсм
- 2014 — «Аутро 2013еее»
- 2014 — «Успеем ещё» (уч. Murovei)
- 2014 — «Карточный дом» (уч. Ramiz)
- 2014 — «До конечной»
- 2014 — «Череда» (уч. «ЮжныйБруклин»)
- 2014 — «Не один»
- 2015 — «Улицы молчат» (уч. Рем Дигга)
- 2015 — «Океан» (уч. Neмой)
- 2015 — «Держать строй»

### В составе Come’N’Done
- 2014 — «Сделано на Комендане»
- 2014 — «Франкенштейн»
- 2015 — «Мясо»